# Снежная улица (Москва)
Сне́жная улица  — улица на севере Москвы в районе Свиблово Северо-Восточного административного округа. Находится между проездом Серебрякова и Беринговым проездом. Названа в 1964 году в связи с расположением в северной части Москвы, находится в группе улиц, названия которых связаны с северной тематикой (см. Студёный проезд, Полярная улица и другие).

## Расположение
Снежная улица проходит с юго-запада на северо-восток и следует перегону Калужско-Рижской линии метро «Ботанический сад»—«Свиблово». Начинается от проезда Серебрякова, пересекает Лазоревый проезд, улицу Седова, проезд Нансена, проезд Русанова и оканчивается на перекрёстке между Кольской улицей и улицей Амундсена недалеко от Берингова проезда.

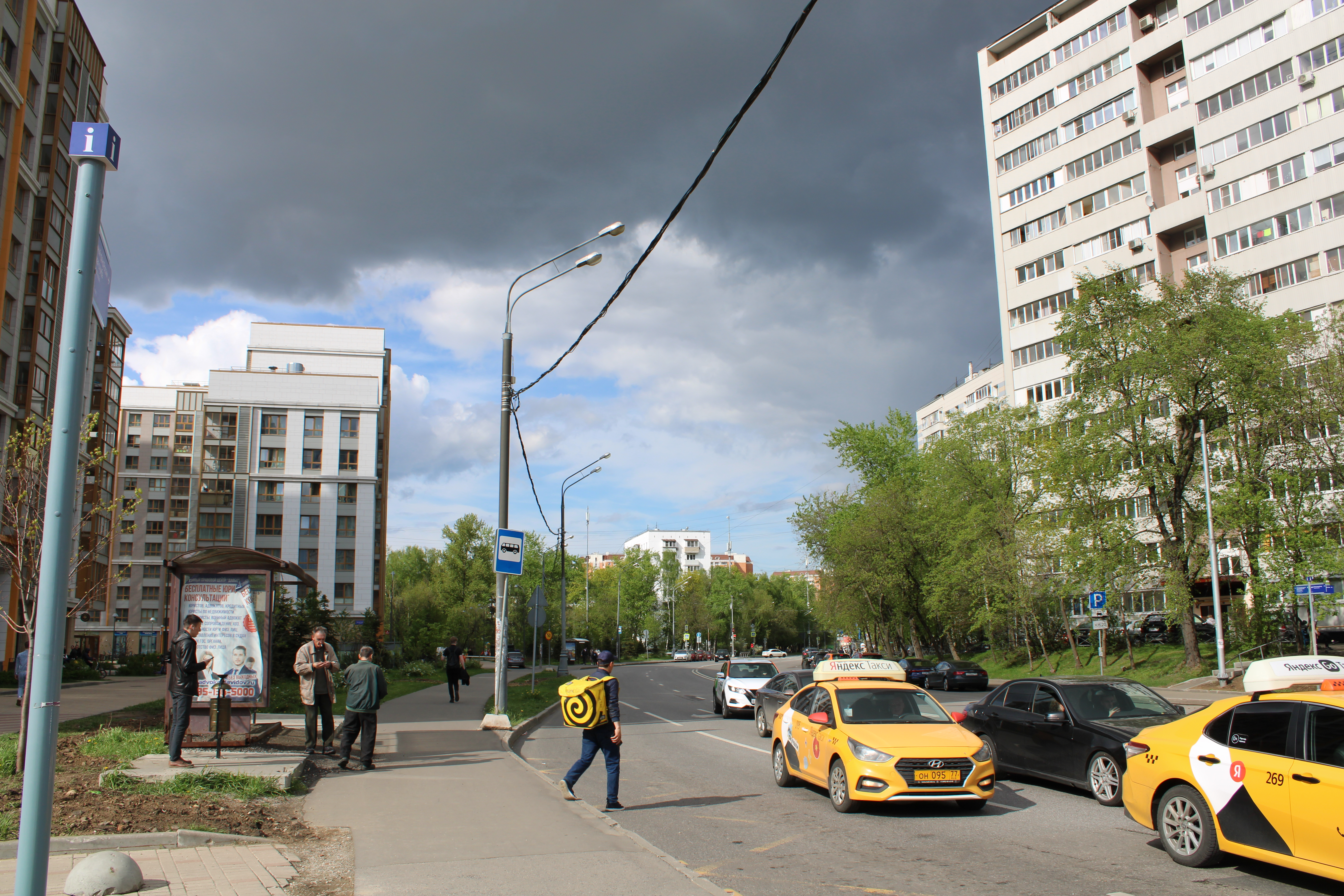
Начало улицы
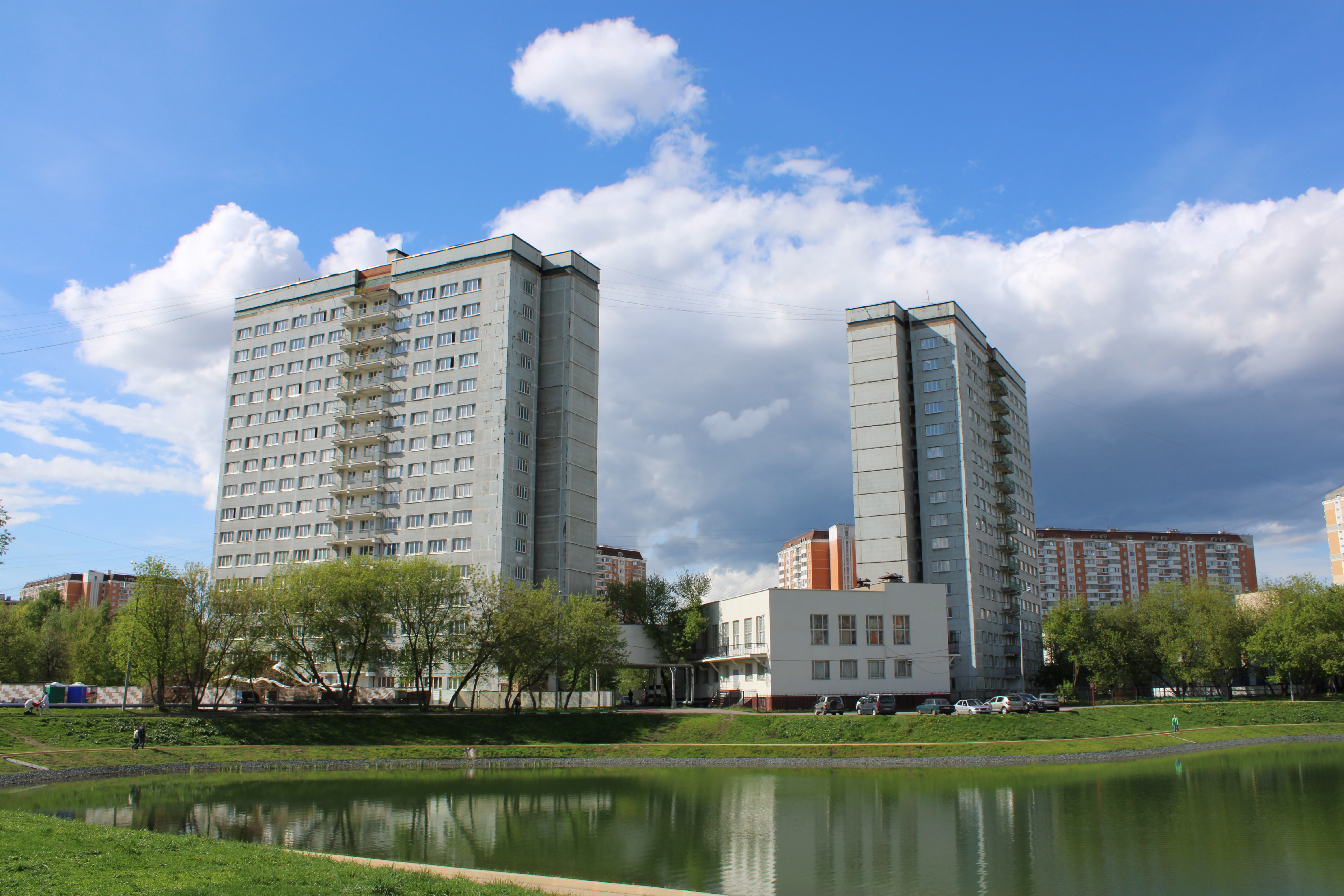
Общежития Российского университета транспорта
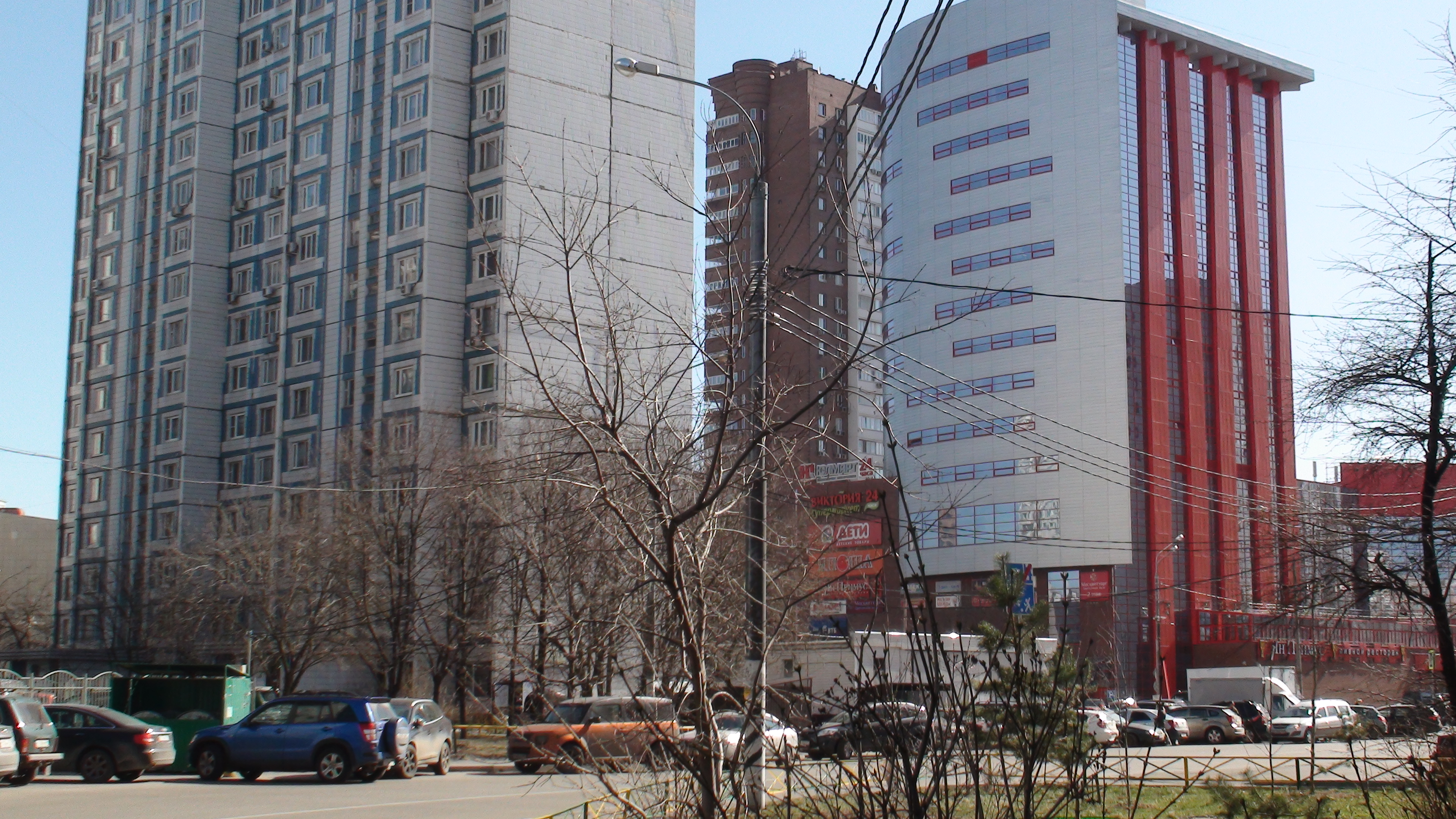
Вблизи с примыканием проезда Русанова
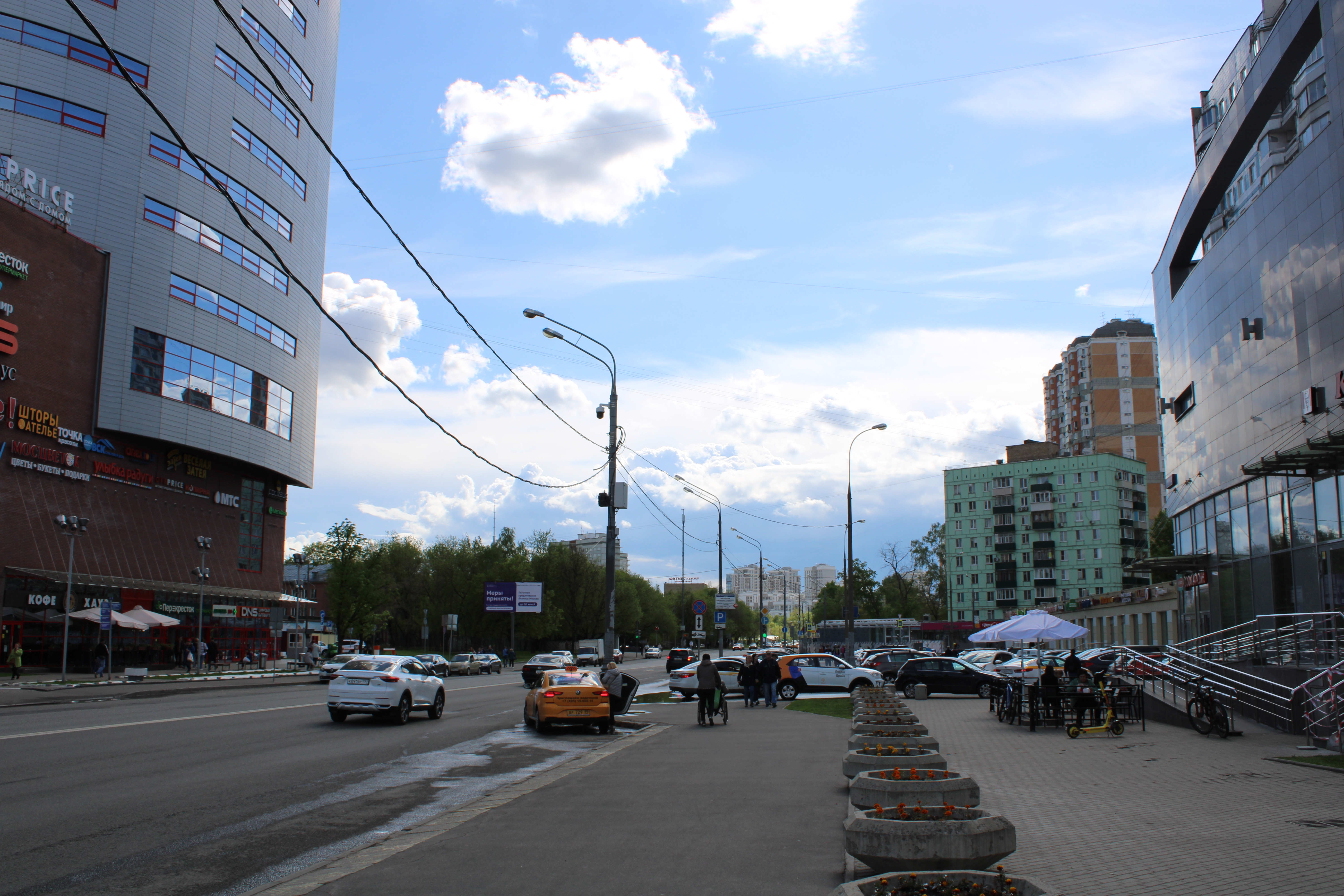
Конец улицы

## Учреждения и организации
- Дом 9А — детский сад № 471; центр психолого-педагогической реабилитации и коррекции СВАО «На Снежной»;
- Дом 10 — детский сад № 1434;
- Дом 16, корпус 1 — спортивный клуб «Велюс»;
- Дом 13, корпус 1 — молодёжный клуб; Бар-ресторан «Большой Куш»;
- Дом 13 — московские спортивные клубы Капоэйра, Синдо;
- Дом 18 — кинотеатр «Сатурн»;
- Дом 19 — жилищная инспекция СВАО;
- Дом 20 — Останкинский телефонный узел;
- Дом 23 — Профсоюз работников антикризисного и арбитражного управления, нотариус;
- Дом 22 — Поликлиника № 31 СВАО;
- Дом 22, корпус 3 — Домостроительный комбинаты No.1, монтажное управление № 4;
- Дом 24 — Детская музыкальная школа № 23 имени А. Н. Скрябина;
- Дом 28 — центр эстетического воспитания детей «Иверия»; хореографический ансамбль «Колхида-Колхидари»;
- Дом 25 — торговый дом «Свиблово».

## Общественный транспорт
- Станция метро  Ботанический сад / станция Московского центрального кольца  Ботанический сад — в начале улицы.
- Станция метро  Свиблово — в конце улицы.

По улице проходят автобусные маршруты:
- 61 Ясный проезд —  Свиблово —  Ботанический сад /  Ботанический сад
- 185 Платформа Лось — Челюскинская улица — Янтарный проезд — Улица Лётчика Бабушкина — Радужная улица —  Свиблово — Уржумская улица — Проезд Русанова — Лазоревый проезд —  Ботанический сад /  Ботанический сад
- 195 ВДНХ (Главный вход) —  ВДНХ —  Ботанический сад /  Ботанический сад — Проезд Русанова
- 428 Северодвинская улица — Осташковская улица —  Медведково —  Ботанический сад /  Ботанический сад
- 628 Ясный проезд —  Ботанический сад /  Ботанический сад —  Свиблово —  Отрадное
- н6 Осташковская улица —  Медведково —  Бабушкинская —  Свиблово —  Ботанический сад /  Ботанический сад —  ВДНХ —  Алексеевская —  Рижский вокзал —  Проспект Мира /  Проспект Мира —  Сухаревская —  Лубянка —  Китай-город